# Herpestes sanguineus
La mangusta rossastra (Herpestes sanguineus Rüppell, 1835) è un carnivoro della famiglia degli Erpestidi diffuso in Africa.

## Descrizione
Questa mangusta ha una lunghezza testa-corpo di 27,5–40 cm e una coda di 23–33 cm. I maschi pesano circa 640-715 g; le femmine, più piccole, raggiungono solo 460-575 g.
Piccola e snella, assomiglia a un icneumone in miniatura; ha 38 denti con quattro premolari superiori e tre inferiori per semiarcata. Il primo premolare superiore è piccolo come il secondo molare superiore. Il pelo è liscio e rasato, composto di peli con anelli chiari e scuri che danno screziature color giallo rossastro, grigio oliva o rosso bruno secondo le sottospecie (che sono ben 26). Le sottospecie non sono sufficientemente studiate né ben separate da quelle della mangusta giallastra con la quale si fa spesso confusione. Si ritiene che le forme più «beige» siano quelle diffuse nelle regioni nord-orientale, centro-meridionale e occidentale dell'areale, mentre le più rossastre sono quelle che ne occupano la parte meridionale. Come altre manguste ha la testa piccola e allungata con muso aguzzo, occhietti minuti e orecchie arrotondate, aderenti al cranio. Si drizza sulle zampe posteriori per osservare. La coda è lunga e si assottiglia all'estremità dove è più scura o nera; spesso viene tenuta incurvata verso l'alto.

## Distribuzione e habitat
La mangusta rossastra occupa un vasto areale che si estende su gran parte dell'Africa a sud del Sahara. Manca solamente nella metà meridionale del Sudafrica e nelle fitte foreste dell'Africa equatoriale. Inoltre, evita i deserti veri e propri. Suoi habitat preferiti sono le savane e altre regioni semi-aride.

## Biologia
Questa mangusta vive da sola o in coppia. È prevalentemente diurna, ma si aggira in cerca di cibo anche di notte quando c'è la luna piena e le temperature sono calde. Non sembra essere territoriale, ma tuttavia occupa territori stabili che condivide spesso con altri erpestidi o viverridi. Talvolta può anche condividere la stessa tana con membri appartenenti a queste due famiglie, in quanto, a differenza della maggior parte di essi, non ha abitudini notturne. Come nascondiglio, la mangusta rossastra utilizza qualsiasi rifugio disponibile: cavità degli alberi, buche tra le radici degli alberi, crepacci tra le rocce e tane abbandonate.

### Alimentazione
Prevalentemente carnivora, la mangusta rossastra si nutre soprattutto di insetti, lucertole, rane, serpenti, roditori e uccelli. Consuma anche piccole quantità di frutta. Inoltre, divora anche uova e carogne. Come molte altre manguste, la mangusta rossastra è in grado di uccidere i serpenti velenosi, ma essi rappresentano solo una piccola parte della sua dieta. Rispetto ai suoi parenti, la mangusta rossastra si arrampica più di frequente su alberi e cespugli per catturare gli uccelli.

### Riproduzione
Il territorio di un maschio si sovrappone di solito ai territori di diverse femmine, che annunciano la loro disposizione all'accoppiamento tramite segnali odorosi. Dopo una gestazione che probabilmente dura tra i 60 e i 70 giorni, la femmina partorisce da uno a tre cuccioli (solitamente due). Il maschio non partecipa all'allevamento della prole. Intorno ad un anno di età, i giovani raggiungono la maturità sessuale. Si presume che la specie possa raggiungere un'età massima di 10 anni.

## Tassonomia
Data la vasta distribuzione, gli studiosi hanno descritto un gran numero di sottospecie, circa 50, ma attualmente ne vengono ritenute valide «solamente» 26:
- H. s. sanguineus Rüppell, 1835, originaria dell'Africa nord-orientale, più precisamente della regione del Kordofan, in Sudan.
- H. s. canus Wroughton, 1907, diffusa in Guinea e Senegal, ma segnalata anche in Ghana e Repubblica Centrafricana.
- H. s. cauui A. Smith, 1836, diffusa in Sudafrica, in una regione che si estende dal Transvaal nord-occidentale all'Angola meridionale fino al fiume Orange e al Pondoland, nonché in Namibia.
- H. s. dasilvai Roberts, 1938, propria dell'Angola meridionale.
- H. s. dentifer Heller, 1913, rinvenuta in Kenya, a Chumvi, nella Provincia Costiera.
- H. s. fulvidior Thomas, 1904, rinvenuta in Somalia, a Mandeira, a sud di Berbera, nel Somaliland, a 1050 m di altitudine.
- H. s. galbus Wroughton, 1909, rinvenuta in Uganda, a Mubende.
- H. s. gracilis Rüppell, 1835, diffusa in Etiopia (Abissinia) e in Eritrea, nelle vallate a ovest di Massaua.
- H. s. grantii Gray, 1865, rinvenuta in Tanzania, a Dodoma.
- H. s. ibeae Wroughton, 1907, rinvenuta in Kenya, a Kikuyu.
- H. s. ignitus Roberts, 1913, rinvenuta in Mozambico, a Boror, nella Provincia di Zambezia.
- H. s. lancasteri Roberts, 1932, segnalata in Zimbabwe, lungo il fiume Kafue.
- H. s. melanura Martin, 1836, diffusa in Africa occidentale, dalla Sierra Leone al Ghana, attraverso Liberia e Costa d'Avorio.
- H. s. mossambica Matschie, 1914, rinvenuta in Mozambico, a Cabaceira.
- H. s. mustela Schwarz, 1935, diffusa tra il Camerun meridionale e la Repubblica Democratica del Congo settentrionale.
- H. s. mutgigella Rüppell, 1835, rinvenuta in Etiopia, sui monti Simien, nella regione di Dembea.
- H. s. orestes Heller, 1911, rinvenuta in Kenya, nella Provincia Centrale, sul versante occidentale del Monte Kenya.
- H. s. parvipes Hollister, 1916, rinvenuta in Kenya, a Kaimosi, nella Provincia della Rift Valley.
- H. s. perfulvidus Thomas, 1904, rinvenuta in Somalia, a nord-ovest di Gerlogobi, nel Somaliland centrale.
- H. s. phoenicurus Thomas, 1912, rinvenuta in Nigeria settentrionale a Panyam, sull'altopiano di Bauchi, ma anche in Sudan, a Kabwir.
- H. s. proteus Thomas, 1907, rinvenuta nella zona di confine tra la Repubblica Democratica del Congo e l'Uganda, sul Ruwenzori, a 2100 m di quota.
- H. s. rendilis Lönnberg, 1912, rinvenuta in Kenya, a Guaso Nyiri.
- H. s. saharae Thomas, 1925, diffusa in Niger e Nigeria settentrionale; è stata rinvenuta per la prima volta sul massiccio dell'Aïr, ai margini meridionali del Sahara, a 750–850 m di altitudine.
- H. s. swalius Thomas, 1926, diffusa in Namibia meridionale e centrale.
- H. s. swinnyi Roberts, 1913, diffusa in Sudafrica, nel Transkei (Provincia del Capo Orientale).
- H. s. ugandae Wroughton, 1909, endemica dell'Uganda.

## Conservazione
Questa specie viene sfruttata per la sua carne, venduta nei mercati locali, e in alcuni casi viene impiegata nella medicina tradizionale. Tuttavia, data la grande vastità del suo areale e la presenza in numerose riserve naturali, le catture non sembrano avere effetti negativi sull'andamento della popolazione. La IUCN classifica la mangusta rossastra come specie «a rischio minimo» (Least Concern).